# Lista de singles número um na Gaon Digital Chart em 2016
O Gaon Single Chart do Gaon Chart é uma parada que classifica as músicas com melhor desempenho na Coreia do Sul. Os dados são coletados pela Korea Music Content Association. É constituída através de um gráfico semanal e um mensal. Abaixo está uma lista de canções que alcançaram as melhores posições nas paradas semanais e mensais, de acordo com o Gaon Digital Chart. A Digital Chart classifica as músicas de acordo com a sua performance no Gaon Streaming, downloads, BGM e celular.

## Parada semanal
| Semana e data   | Música                               | Artista(s)                 | Downloads | Referência(s) |
| --------------- | ------------------------------------ | -------------------------- | --------- | ------------- |
| 02 de Janeiro   | "Lonely Night"                       | Gary (feat. Gaeko)         | 170,898   | [ 2 ]         |
| 09 de Janeiro   | "Dream"                              | Suzy & Baekhyun            | 229,036   | [ 3 ]         |
| 16 de Janeiro   | "Dream"                              | Suzy & Baekhyun            | 140,763   | [ 4 ]         |
| 23 de Janeiro   | "Dream"                              | Suzy & Baekhyun            | 91,796    | [ 5 ]         |
| 30 de Janeiro   | "I Am You, You Are Me"               | ZICO                       | 312,217   | [ 6 ]         |
| 06 de Fevereiro | "Rain"                               | Taeyeon                    | 237,092   | [ 7 ]         |
| 13 de Fevereiro | "Rough"                              | GFriend                    | 118,771   | [ 8 ]         |
| 20 de Fevereiro | "Rough"                              | GFriend                    | 91,865    | [ 9 ]         |
| 27 de Fevereiro | "Everytime"                          | Chen & Punch               | 168,581   | [ 10 ]        |
| 05 de Março     | "You're The Best"                    | Mamamoo                    | 204,888   | [ 11 ]        |
| 12 de Março     | "This Love"                          | Davichi                    | 219,481   | [ 12 ]        |
| 19 de Março     | "You Are My Everything"              | Gummy                      | 198,457   | [ 13 ]        |
| 26 de Março     | "Talk Love"                          | K.Will                     | 185,450   | [ 14 ]        |
| 02 de Abril     | "Fallen In Love (Only With You)"     | Jang Beom June             | 172,962   | [ 15 ]        |
| 09 de Abril     | "What The Spring??"                  | 10cm                       | 229,624   | [ 16 ]        |
| 16 de Abril     | "How Can I Love You"                 | Xiah Junsu                 | 218,654   | [ 17 ]        |
| 23 de Abril     | "Hopefully Sky"                      | Jung Eun-ji (feat. Hareem) | 268,336   | [ 18 ]        |
| 30 de Abril     | "Cheer Up"                           | TWICE                      | 286,061   | [ 19 ]        |
| 07 de Maio      | "Re-Bye"                             | Akdong Musician            | 277,120   | [ 20 ]        |
| 14 de Maio      | "Cheer Up"                           | TWICE                      | 115,328   | [ 21 ]        |
| 21 de Maio      | "Cheer Up"                           | TWICE                      | 90,160    | [ 22 ]        |
| 28 de Maio      | "So-so"                              | Baek A-yeon                | 271,979   | [ 23 ]        |
| 04 de Junho     | "I Don't Love You"                   | Urban Zakapa               | 192,413   | [ 24 ]        |
| 11 de Junho     | "Monster"                            | EXO                        | 179,240   | [ 25 ]        |
| 18 de Junho     | "Good"                               | Loco & GRAY (feat. ELO)    | 163,088   | [ 26 ]        |
| 25 de Junho     | "I Like That"                        | SISTAR                     | 222,392   | [ 27 ]        |
| 02 de Julho     | "Comfortable"                        | Simon Dominic, GRAY & ONE  | 166,680   | [ 28 ]        |
| 09 de Julho     | "Why So Lonely"                      | Wonder Girls               | 271,333   | [ 29 ]        |
| 16 de Julho     | "Navillera"                          | GFriend                    | 278,636   | [ 30 ]        |
| 23 de Julho     | "Navillera"                          | GFriend                    | 116,965   | [ 31 ]        |
| 30 de Julho     | "Why So Lonely"                      | Wonder Girls               | 75,531    | [ 32 ]        |
| 06 de Agosto    | "Summer Night You And I"             | Standing Egg               | 159,929   | [ 33 ]        |
| 13 de Agosto    | "Whistle"                            | Black Pink                 | 150,747   | [ 34 ]        |
| 20 de Agosto    | "Whistle"                            | Black Pink                 | 124,504   | [ 35 ]        |
| 27 de Agosto    | "If You"                             | Ailee                      | 187,744   | [ 36 ]        |
| 03 de Setembro  | "Making A New Ending For This Story" | Han Dong Geun              | 148,843   | [ 37 ]        |
| 10 de Setembro  | "The Love I Committed"               | Lim Chang Jung             | 372,506   | [ 38 ]        |
| 17 de Setembro  | "The Love I Committed"               | Lim Chang Jung             | 157,512   | [ 39 ]        |
| 24 de Setembro  | "The Love I Committed"               | Lim Chang Jung             | 103,893   | [ 40 ]        |
| 01 de Outubro   | "Breath"                             | Park Hyo Shin              | 245,312   | [ 41 ]        |
| 08 de Outubro   | "Three Words"                        | Sechs Kies                 | 166,369   | [ 42 ]        |
| 15 de Outubro   | "Blood Sweat & Tears"                | BTS                        | 198,987   | [ 43 ]        |
| 22 de Outubro   | "Very Very Very"                     | I.O.I                      | 266,203   | [ 44 ]        |
| 29 de Outubro   | "TT"                                 | TWICE                      | 333,958   | [ 45 ]        |
| 05 de Novembro  | "TT"                                 | TWICE                      | 164,594   | [ 46 ]        |
| 12 de Novembro  | "TT"                                 | TWICE                      | 102,221   | [ 47 ]        |
| 19 de Novembro  | "TT"                                 | TWICE                      | 80,056    | [ 48 ]        |

## Parada mensal
| Mês       | Música                 | Artista(s)      | Total De Downloads No Mês | Referência(s) |
| --------- | ---------------------- | --------------- | ------------------------- | ------------- |
| Janeiro   | "Dream"                | Suzy & Baekhyun | 543,757                   | [ 49 ]        |
| Fevereiro | "Rough"                | GFriend         | 454,065                   | [ 50 ]        |
| Março     | "This Love"            | Davichi         | 716,196                   | [ 51 ]        |
| Abril     | "What The Spring??"    | 10cm            | 655,888                   | [ 52 ]        |
| Maio      | "Cheer Up"             | TWICE           | 481,403                   | [ 53 ]        |
| Junho     | "I Don't Love You"     | Urban Zakapa    | 351,764                   | [ 54 ]        |
| Julho     | "Why So Lonely"        | Wonder Girls    | 578,881                   | [ 55 ]        |
| Agosto    | "Whistle"              | Black Pink      | 413,820                   | [ 56 ]        |
| Setembro  | "The Love I Committed" | Lim Chang Jung  | 701,494                   | [ 57 ]        |
| Outubro   | "Three Words"          | Sechs Kies      | 416,325                   | [ 58 ]        |

## Top 5 das melhores vendas digitais na GAON em 2016 em uma semana
| Mês      | Música                 | Artista(s)     | Total Downloads Em Uma Semana |
| -------- | ---------------------- | -------------- | ----------------------------- |
| Setembro | "The Love I Committed" | Lim Chang Jung | 372,506                       |
| Outubro  | "TT"                   | TWICE          | 333,958                       |
| Janeiro  | "I Am You, You Are Me" | ZICO           | 312,217                       |
| Abril    | "Cheer Up"             | TWICE          | 286,061                       |
| Julho    | "Navillera"            | GFriend        | 278,636                       |

## Singles mais vendidos até o meio de 2016
| † | Indica o single recordista de vendas em 2016. |

| Posição | Música                  | Artista(s)            | Total de Downloads |
| ------- | ----------------------- | --------------------- | ------------------ |
| #1      | "Rough" †               | GFriend               | 1,453,331          |
| #2      | "This Love"             | Davichi               | 1,259,612          |
| #3      | "I Am You, You Are Me"  | ZICO                  | 1,213,155          |
| #4      | "You Are My Everything" | Gummy                 | 1,196,305          |
| #5      | "Always"                | Yoon Mi-rae           | 1,176,469          |
| #6      | "Dream"                 | Suzy & Baekhyun       | 1,157,869          |
| #7      | "No Matter Where"       | M.C The Max           | 1,124,289          |
| #8      | "Don't Forget"          | Crush (feat. Taeyeon) | 1,102,001          |
| #9      | "You're The Best"       | Mamamoo               | 1,097,646          |
| #10     | "Talk? Love?"           | K.Will                | 1,055,321          |
| #11     | "Everytime"             | Chen & Punch          | 1,050,421          |
| #12     | "Cheer Up"              | TWICE                 | 1,020,988          |
| #13     | "Rain"                  | Taeyeon               | 996,007            |
| #14     | "What The Spring??"     | 10cm                  | 965,476            |
| #15     | "Don't Worry"           | Lee Juck              | 950,914            |